# Petsch Moser
Petsch Moser é uma banda de indie rock austríaca de Viena. O nome do grupo vem do esquiador de pista de corcundas suíço Petsch Moser, quem, como a banda sempre afirma, consentiu explicitamente no uso do seu nome. Em 2005 o grupo foi nomeado para o prémio Amadeus Austrian Music Award. Eles participaram na meia-final do "Protestsongcontest" com a sua canção Argumente em 2010.

## História
Inicialmente formados na Baixa Áustria em 1995, os Petsch Moser mudaram-se para Viena onde naquele tempo havia uma cena crescente de grupos musicais de estilo Indie rock, desenvolvimento para que a estação de rádio cultural para jovens FM4 contribuiu bastante. Esta estação de rádio também tocou diversas peças do grupo. A maioria das suas canções são em língua alemã, mas há umas velhas inglesas outrossim. Depois da saída de Andreas Remenyi em 2006, a banda parte em digressão em grupos de cinco com Lukas Müller no teclado eletrónico e Martin Knobloch no baixo.

## Discografia
- 1999 - Bitte Sweet Me
- 2002 - Von Städten und Bäumen
- 2004 - Die Stellen
- 2004 - Vinil: Hinter Glas inkl. Remixe (Masterplan Records)
- 2005 - DVD: A Night At The Flex
- 2006 - Reforma
- 2010 - Johnny (publicado em 28 de maio de 2010)